# Lorenzo Tomini
Don Lorenzo Tomini (Bergamo, 9 luglio 1758 – 5 giugno 1840) è stato un presbitero e educatore italiano.

## Biografia
Lorenzo Tomini nacque a Bergamo nella contrada San Lorenzo, ultimo dei tre figli del conte Marco Tomini-Foresti poeta e da Chiara Parravicini provenienti entrambi da nobile famiglia.

Divenne canonico del Capitolo della chiesa di Sant'Alessandro prima della sua ordinazione sacerdotale, mentre era arciprete Luigi Mozzi che divenne il suo istruttore, e arcidiacono del capitolo Marco Celio Passi che sarà l'ideatore della costruzione del seminario vescovile e della cupola del duomo. Nel 1795 proprio il Mozzi lo nominò direttore della congregazione Mariana detta di San Luigi Gonzaga, con Giuseppe Benaglio e il beato Luca Passi.
Fu nominato penitenziere cittadino, ed esaminatore prosinodale. Fu inoltre nominato deputato del seminario vescovile con l'incarico di educatore e responsabile della disciplina degli allievi, incarico che dal 1821 al 1836 lo portò a divenire ispettore di tutte le scuole primarie della città orobica.

Fu nominato arciprete della cattedrale dopo la morte del Passi, e proprio quando occupava questa carica acquistò dal vescovo Carlo Gritti Morlacchi il palazzo Fogaccia, che alla sua morte lasciò in eredità a chi lo avesse sostituito nel Capitolo della basilica, dando il nome al palazzo che è conosciuto come Palazzo dell'Arciprete, lasciò anche un'altra piccola proprietà che si trovava presso la Madonna di Sudorno a disposizione degli studenti delle scuole cittadine.
Tutta la sua vita sarà dedicata alla basilica alessandrina restando canonico del Capitolo per 54 anni.